# 议政府主教座堂
议政府主教座堂（의정부성당）是天主教议政府教区的主教座堂，位于韩国京畿道議政府市議政府2洞。

## 历史
1945年12月1日，教堂迁至现址，购买1栋韩屋，用作临时教堂和神父楼。在朝鲜战争中，该堂被毁。1953年，李若望神父建造了现在的教堂。在建堂时，收到了来自天主教美国軍中代牧區的教友的捐款，这个事实可以在教堂入口处的匾额上得到证实。
该建筑已列为京畿道文化遗产。
教堂使用石头建造，具有50年代的简洁特征，内部柱廊消失，垂直和水平线段减弱，相对于日本殖民时期更趋于简化，但是建筑外部，尤其是钟楼和立面，具有风格化的形状和细节。